# Willem Marinus van Rossum
Willem Marinus van Rossum, né à Zwolle le 3 septembre 1854 et mort à Maastricht le 30 août 1932, est un prêtre rédemptoriste néerlandais qui fut cardinal et préfet de la Propaganda Fide, aujourd'hui la Congrégation pour l'évangélisation des peuples.

## Biographie
Van Rossum entra en 1873 chez les Rédemptoristes. En 1879, il fut ordonné prêtre. Il enseigna le latin et la rhétorique à Ruremonde. De 1883 à 1892, il fut professeur de Théologie dogmatique et d'histoire des dogmes au grand séminaire des rédemptoristes de Wittem où il fut également de 1886 à 1893 préfet des études. Il fut le recteur de ce séminaire de 1893 à 1895.
De 1895 à 1911, il habita au couvent des rédemptoristes de Rome, années pendant lesquelles il fut entre autres membre de la commission chargée de préparer un nouveau code du droit canonique, le Codex Iuris Canonici, qui devait paraître en 1917. En 1911 Pie X le créa cardinal avec le titre de cardinal-diacre de San Cesareo in Palatio. En 1914, il fut nommé président de la Commission biblique pontificale. Le cardinal van Rossum fut ainsi le premier cardinal néerlandais depuis la Réformation. Il participa au conclave de 1914, qui élut Benoît XV. En 1915, il fut placé à la tête de la Pénitencerie apostolique, une des plus hautes juridictions ecclésiastiques. Cette année-là, il fut élevé au rang de cardinal-prêtre de Santa Croce in Gerusalemme. En 1918, il fut nommé évêque titulaire de Césarée-en-Maurétanie (de) et cardinal-préfet de la Sacrée Congrégation pour la Propagande de la Foi (aujourd'hui de l'évangélisation des peuples) par Benoît XV et est consacré le 19 mai de la même année par Benoît XV avec comme co-consécrateurs Giovanni Battista Nasalli Rocca di Corneliano et Agostino Zampini (it). Il servit avec zèle le pape Pie XI (surnommé le « pape des missions ») qui dans la continuité de son prédécesseur donna un élan remarquable à l'évangélisation dans les pays de mission, notamment en Afrique et en Chine. C'est le cardinal van Rossum qui organisa en 1925 l'exposition missionnaire voulue par le pape qui se tint à Rome. Il appuya aussi l'indigénisation du clergé des missions. Ce fut également un prélat très attaché à la tradition de l'Église, dans la ligne de saint Pie X. 
Il apporta son soutien à l'Opus sacerdotale Amici Israel, association formée en 1926 pour améliorer les relations entre juifs et chrétiens. 
Le cardinal van Rossum mourut le 30 août 1932 à l'hôpital de Maastricht, étant tombé malade à son retour du Danemark. Le 3 septembre 1932, un service fut célébré à la basilique Saint-Servais de Maastricht, puis son corps fut transporté à Wittem pour être placé dans la crypte de l'église conventuelle des rédemptoristes. Le cardinal Fumasoni-Biondi lui succéda à la Propaganda Fide en 1933.

## Honneurs posthumes

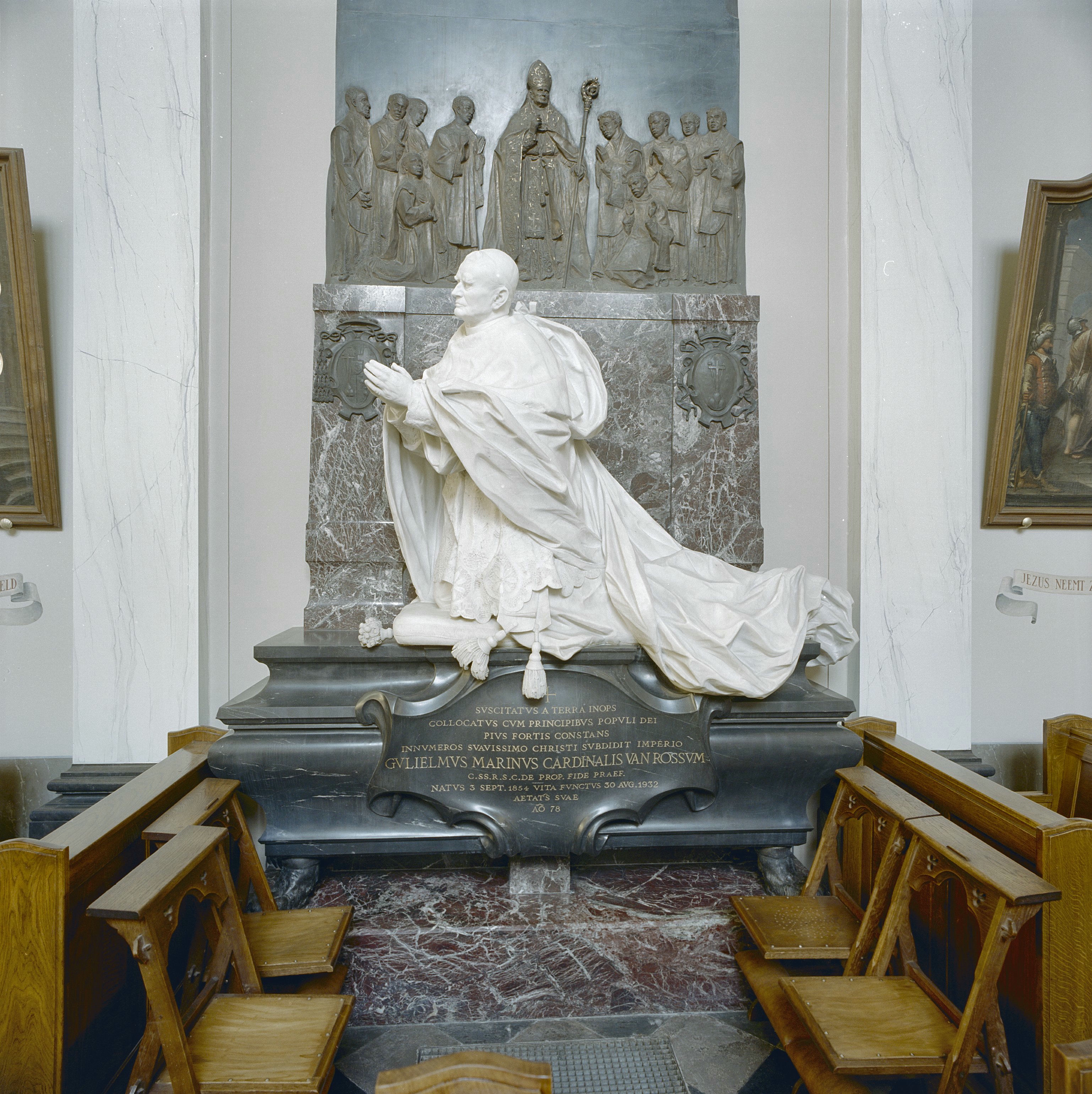
Monument funéraire du cardinal van Rossum dans la chapelle de Witten.

Le 24 juin 1934, au cours du sixième « Katholiekendag des Pays-Bas », une statue le représentant, œuvre du sculpteur August Falise, fut dévoilée à Bois-le-Duc, sur la Kardinaal van Rossumplein (place Cardinal-van-Rossum). Le 22 mai 1939, dans l'église conventuelle de Wittem, fut dévoilé un monument funéraire, conçu par le professeur italien Enrico Quattrini.
Ses archives se trouvent au Centre de documentation catholique de Nimègue. Les archives des rédemptoristes, conservées depuis 2007 au Centre néerlandais de documentation sur la vie religieuse (Centrum Erfgoed Nederlands Kloosterleven) à Sainte-Agathe, comprennent également des documents sur le cardinal Van Rossum.

## Succession apostolique
Willem Marinus van Rossum a ordonné les évêques suivants :
- Évêque Félix Couturier (de), O.P. (1919)
- Archevêque Pietro Pisani (en) (1919)
- Archevêque Ernesto Cozzi (en) (1920)
- Archevêque Giovanni Battista Federico Vallega (en) (1921)
- Évêque Laurent Janssens (nl), O.S.B. (1921)
- Évêque Louis-Justin Gumy, O.F.M.Cap. (1921)
- Archevêque Mario Giardini (en), B. (1921)
- Évêque Joseph Gionali (pl) (1922)
- Archevêque Adriaan Smets (en) (1922)
- Archevêque Bernard Gijlswijk (de), O.P. (1922)
- Évêque Johannes Michael Buckx, S.C.I. (1923)
- Cardinal Alexis-Henri-Marie Lépicier, O.S.M. (1924)
- Archevêque Costantino Aiuti (en) (1925)
- Cardinal Edward Aloysius Mooney (1926)
- Évêque John Francis Norton (en) (1926)
- Archevêque Giovanni Battista della Pietra (en), S.I. (1927)
- Archevêque Paschal Robinson (en), O.F.M. (1927)
- Archevêque Giuseppe Nogara (1928)
- Évêque Evarist Zhang Zhiliang (en) (1929)
- Évêque Martin Meulenberg (de), S.M.M. (1929)
- Archevêque Giovanni Battista Dellepiane (en) (1929)
- Archevêque Edoardo Tonna (1930)
- Évêque Olaf Offerdahl (de) (1930)
- Évêque Noël Gubbels (nl), O.F.M. (1930)
- Cardinal Carlo Salotti (1930)
- Évêque Jean-François Cuvelier (de), C.SS.R. (1930)
- Évêque Francesco Saverio Bini, M.C.C.I. (1930)
- Archevêque Leo Peter Kierkels, C.P. (1931)
- Évêque Emilio Cecco, C.S.I. (1931)
- Évêque Luigi Drago (1932)
- Évêque Franciscus Joosten, C.I.C.M. (1932)